# Liste der Ausgaben von G/Geschichte
Diese Liste enthält alle Ausgaben des Geschichtsmagazins G/Geschichte. Bei den aufgelisteten Titeln der Ausgabe handelt es sich um das auf dem jeweiligen Cover zu findende Hauptthema der Ausgabe, die restlichen Artikel finden in der Auflistung keine Beachtung.

## G-Geschichte mit Pfiff

### 1970er
1979
- 07/79: Eine Wohnung für die Ewigkeit – Abenteuer und Geheimnis des Pyramidenbaus
- 08/79: Die Zukunft liegt im Westen – Die jungen Jahre der USA
- 09/79: Ritter, Knappen, Edeldamen – Rauhes Leben auf stolzen Burgen
- 10/79: Zustände wie im alten Rom – Rezepte aus der Römerküche
- 11/79: Schornsteine verändern Europa – Die industrielle Revolution
- 12/79: Söhne des Huitzilopochtli – Die Welt der Azteken

### 1980er
1980
- 01/80: Die „goldenen“ 20er Jahre – Deutschland 1919–1933
- 02/80: Allah ist groß – Mohammed und der Islam
- 03/80: Freiheit, Gleichheit, Brüderlichkeit – Die Französische Revolution
- 04/80: Ölzweig statt Goldmedaille – Olympia in der Antike
- 05/80: Sklavenmarkt Afrika – Das Geschäft mit der Ware Mensch
- 06/80: Dukaten, Drogen und Galeeren – Venedig
- 07/80: Viva la Libertad – Freiheit für Lateinamerika
- 08/80: Mit Spieß und Hellebarde – Die Landsknechte
- 09/80: Als die Römer frech geworden… – Provinz Germanien
- 10/80: Von Moskau nach St. Petersburg – Russlands Weg nach Europa
- 11/80: 1347–1350 Halb Europa erliegt der Pest – Der Schwarze Tod
- 12/80: An den Flüssen von Babylon – Alte Kulturen im Zweistromland

1981
- 01/81: 1848 – Revolution in Europa
- 02/81: Auf Adams Spuren – Kulturen der Altsteinzeit
- 03/81: Dschingis Khan – Weltreich der Mongolen
- 04/81: Die Christen vor die Löwen – Politik und Religion im Römischen Reich
- 05/81: Kaufherren, Könige, Koggen – Die Hanse
- 06/81: Der Adler lernt das Fliegen – Königreich Preußen 1701–1740
- 07/81: Der große Treck – Die Buren in Südafrika
- 08/81: Gottkönige und Grabräuber – Das neue Reich Ägypten
- 09/81: Die Herrin der Ägäis – Die goldene Zeit Athens
- 10/81: Habsburg gegen Halbmond – Österreich und die Türkenkriege
- 11/81: Sturm überm Drachenthron – Chinas Weg zur Republik
- 12/81: Die großen Kathedralen – Baukunst im Mittelalter

1982
- 01/82: Alexander – Weltreich der Makedonen
- 02/82: John Brown’s Body – USA 1860–1900
- 03/82: 30 Jahre Krieg – Deutschland 1618–1648
- 04/82: Volk aus dem Dunkel – Die Welt der Kelten
- 05/82: „Blume der Hölle“ – Florenz und die Medici
- 06/82: Im Schatten des Adlers – Europa unter Napoleon
- 07/82: Shogun und Samurai – Das alte Japan bis 1860.
- 08/82: Karl der Große und sein Reich
- 09/82: Hannibal – Karthago gegen Rom
- 10/82: Ketzer im Mittelalter – Irrlehren und Protest
- 11/82: Der Erste Weltkrieg – In Europa gehen die Lichter aus
- 12/82: Eldorado – Alte Kulturen in Südamerika

1983
- 01/83: Unter dem Hakenkreuz – Alltag im Dritten Reich
- 02/83: Aufbruch in die Geschichte – Die Jungsteinzeit
- 03/83: Herren und Vasallen – England 1066–1215 – Das Feudalwesen
- 04/83: Weltmächte-Weltmärkte – Der Imperialismus 1880–1914
- 05/83: Gespaltene Kirche, gespaltenes Reich – Die Reformation in Mitteleuropa
- 06/83: Freiheit für Hellas – Griechenlands Kampf um die Unabhängigkeit
- 07/83: Buddha und Brahmanen – Das alte Indien
- 08/83: Drachen aus dem Norden – Wikinger und Normannen
- 09/83: Die neue Welt der alten Griechen – Zeitalter der Kolonisation
- 10/83: Nach Jerusalem – Die Kreuzzüge
- 11/83: Die Krise der Demokratie – Europa 1919–1939
- 12/83: Von Abraham bis Hadrian – Israel in der Antike

1984
- 01/84: Der totale Krieg – Europa 1939–1945
- 02/84: Nacht über Rom – Die Revolutionen 133–50 v. Chr.
- 03/84: Ora et Labora – Mönchtum im Mittelalter
- 04/84: Der fünfte Kontinent – Australien und Neuseeland
- 05/84: Sturm gegen Rom – Die Völkerwanderung
- 06/84: Der Sonnenkönig – Das Zeitalter Ludwigs XIV.
- 07/84: Von allein brennt nur die Sonne – Kampf um die Energiequellen
- 08/84: Bronzezeit und Völkerstürme – Das 2. Jahrtausend v. Chr.
- 09/84: Tragische Träume – Das Reich der Staufer
- 10/84: Weltreich auf morschen Füßen – Russland 1825–1917
- 11/84: Goldener Herbst des Mittelalters – Das Herzogtum Burgund
- 12/84: Krieger, Dichter, Himmelssöhne – Das alte China

1985
- 01/85: Schienen verändern die Welt – Geschichte der Eisenbahn
- 02/85: Rätsel im Urwald – Die Welt der Mayas
- 03/85: Drehscheibe Libanon – Das Handelsreich der Phönizier
- 04/85: Der Deutschen Vaterland – Die Reichsgründung 1850–1871
- 05/85: Freibeuter und Piraten – Der Karibische Raum
- 06/85: Länder am Pass – Tirol und Graubünden
- 07/85: Indochina – Wetterecke in Südostasien
- 08/85: Die Reconquista – Kreuz und Halbmond über Spanien
- 09/85: Wahrsager, Räuber, Lebenskünstler – Die Etrusker
- 10/85: Der Osten wird rot – Die UdSSR 1917–39
- 11/85: Kredite, Kupfer, Kaiserkronen – Das Zeitalter der Fugger
- 12/85: Hirten und Herrscher – Das Papsttum im Mittelalter

1986
- 01/86: Das Jahrhundert des Automobils
- 02/86: Königskirche und Gottesstaat – Reformation in Westeuropa
- 03/86: Wilde Ahnen – Die alten Germanen
- 04/86: Ein Kontinent befreit sich – Afrika seit 1945.
- 05/86: Zwischen Ost und West – Königreich Polen 1000–1795
- 06/86: Das Römerreich am Bosporus – Byzanz bis 1204.
- 07/86: Aufbruch zu neuen Ufern – Die großen Entdeckungsfahrten
- 08/86: Der Stiefel wird zum Staat – Die Einigung Italiens 1848–1870
- 09/86: Der Adler zeigt die Krallen – Königreich Preußen 1740–1806
- 10/86: Paläste, Feuertempel, Satrapien – Das alte Perserreich
- 11/86: Handwerker, Krämer, Galgenvögel – Die Stadt im Mittelalter
- 12/86: Goldene Kaiser – Das Mogulreich in Indien 1530–1707

1987
- 01/87: Der Eiserne Vorhang fällt – Europa 1945–1949
- 02/87: Von Ramses bis Kleopatra – Die Spätzeit Ägyptens
- 03/87: Das erste Reich der Deutschen – Die Ottonen 919–1024
- 04/87: Bonzai! – Japan 1860–1945
- 05/87: Kleine Sonnen – Die deutschen Kleinstaaten 1648–1780
- 06/87: Tartan, Kilt und Whiskey, Das Königreich Schottland bis 1745.
- 07/87: Das Abendland trifft Asien – Die Reisen des Marco Polo
- 08/87: Utopia – Der Traum von der perfekten Welt
- 09/87: Staatsstreich in Rom – Pompeius und Caesar
- 10/87: Frauenlob und Liebe – Die Welt der Troubadoure und Minnesänger
- 11/87: Trapper, Mounties, Missionare – Die Geschichte Kanadas
- 12/87: Als Ungarn noch bei Österreich war … – Die k. u. k.-Monarchie

1988
- 01/88: Ehre, Gold und Politik – Olympia damals und heute
- 02/88: Kaisers Zeiten – Das Deutsche Reich 1871–1914
- 03/88: Hexenkult, Hexenwahn
- 04/88: Tells Erben – Die Schweiz seit 1798.
- 05/88: Weltwirtschaft in der Krise – Die Jahre 1929–1933
- 06/88: Der kranke Mann am Bosporus – Osmanisches Reich 1683–1918
- 07/88: Portugal – Zwischen Land und Ozean
- 08/88: Krankheit und Geschichte
- 09/88: Augustus – Rom und der erste Kaiser
- 10/88: Von der Revolution zur Reform – China seit 1949.
- 11/88: Von der Diaspora zum Holocaust – Juden im Abendland
- 12/88: Völker am Kaukasus – Armenien, Georgien, Aserbaidschan

1989
- 01/89: Rebellion hinter den Deichen – Die Niederlande 1550–1700
- 02/89: Homers Helden auf der Spur – Archaisches Griechenland
- 03/89: Kontinent im Aufbruch – Nordamerika bis 1789.
- 04/89: Von den Wikingern zu den Wasa – Skandinavien im Mittelalter
- 05/89: Afghanistan – Kriege und Kulturen am Hindukusch
- 06/89: Nach uns die Sintflut – Königreich Frankreich 1715–1789
- 07/89: Legenden, Mythen und Geschichte
- 08/89: Schwarzafrika – Bevor die Weißen kamen
- 09/89: Roms goldene Jahre – Die Adoptivkaiser 98–192
- 10/89: Von Libussa zum Winterkönig – Böhmen bis 1620.
- 11/89: Aufstand des gemeinen Mannes – Der deutsche Bauernkrieg
- 12/89: Vormärz und Biedermeier – Der Deutsche Bund 1815–1848

### 1990er
1990
- 01/90: Der Maghreb bis 1830 – Morgenland des Orients
- 02/90: Die Post – Vom Boten zu ISDN
- 03/90: Sumer und Akkad
- 04/90: Das weiß-blaue Königreich – Bayern 1806–1918
- 05/90: Die Merowinger – Das 1. Reich der Franken
- 06/90: Von der Kommune bis Vichy – Frankreichs Dritte Republik 1871–1940
- 07/90: Filmgeschichte(n)
- 08/90: Heidenland Ordensland – Das Baltikum im Mittelalter
- 09/90: Hundert Jahre Krieg – England gegen Frankreich 1339–1453
- 10/90: Besiegte Sieger – Rom im 2. Jahrhundert vor Christus
- 11/90: Inselwelt der Südsee – Ozeanien
- 12/90: Maria Theresia und ihre Erben

1991
- 01/91: Krone kontra Parlament – England 1603–1689
- 02/91: Allah und Lenin – Zentralasien seit dem Mittelalter
- 03/91: Die DDR – Ein Staat für 40 Jahre
- 04/91: Wenn die Natur zu(rück)schlägt – Klima, Katastrophen und Geschichte
- 05/91: Frauenleben im Mittelalter
- 06/91: Viva Zapata! – Mexiko seit der Unabhängigkeit
- 07/91: Eidgenossen – Die Schweiz 1291–1500
- 08/91: Blick zu den Sternen – Astrologie und Astronomie
- 09/91: Sparta – Im Land der Tänze und Gesänge
- 10/91: Die Luxemburger – Das Reich 1347–1437
- 11/91: Mozart und seine Zeit
- 12/91: God save the Queen – Großbritannien unter Victoria 1837–1901

1992
- 01/92: Piraten, Perlen, Petrodollars – Länder am Persischen Golf
- 02/92: Neue Welt–Alte Welt – Kolumbus und die Folgen
- 03/92: Ein Platz an der Sonne – Die Außenpolitik des Deutschen Reiches 1871–1914
- 04/92: Arme Könige – Arme Ritter – Das Reich 1254–1347
- 05/92: Hitlers Weg zur Macht – Die NSDAP 1919–1934
- 06/92: Lebensräume, Frühkulturen – Der Mensch in der Steinzeit
- 07/92: Abstieg einer Weltmacht – Spanien 1700–1900
- 08/92: Der Traum vom Fliegen
- 09/92: Kaiser, Killer und Verrückte – Rom 14–69 n. Chr.
- 10/92: Nord gegen Süd – Der amerikanische Bürgerkrieg
- 11/92: Klöster, Klippen, Kleeblatt – Die Geschichte Irlands
- 12/92: Bischöfe, Fürsten, Condottieri – Mailand im Mittelalter

1993
- 01/93: Der Erste Weltkrieg
- 02/93: Dichter, Denker und Tyrannen – Politik im alten Griechenland
- 03/93: Die fünfte Kolonne – Spionage und Geheimdienst
- 04/93: Zwischen Speyer und Rom – Die Salier und das Reich 1024–1125
- 05/93: Palästina, Israel – Krisenherd in Nahost
- 06/93: Das erste Reich der Rus
- 07/93: Tausend Sagen, Tausend Seen – Die Geschichte Finnlands
- 08/93: Schreiber, Magister, Pädagogen
- 09/93: Götter, Gräber, Pharaonen – Das Alte Reich in Ägypten
- 10/93: Von Stalin bis Gorbatschow – Aufstieg und Fall der UdSSR 1939–1991
- 11/93: Herzöge, Kurfürsten, Könige – Sachsen und die Wettiner bis 1918
- 12/93: Herbst des Kaiserreiches – China unter den Ming und Mandschu 1368–1800

1994
- 01/94: Der Westminsterclan – England unter den Plantagenets 1135–1399
- 02/94: Fasching, Fastnacht, Karneval – Masken zwischen Kult und Anarchie
- 03/94: Widerstand und Kollaboration – Europa unter der NS-Herrschaft 1939–1945
- 04/94: Die Wacht am Belt – Königreich Dänemark seit 1500.
- 05/94: Frauen im Alten Rom – Mädchen, Mütter und Matronen
- 06/94: Viva Il Duce! – Mussolini und der Faschismus in Italien
- 07/94: Gauchos, Tango, Peronisten – Die Geschichte Argentiniens
- 08/94: Der Stein der Weisen – Von der Alchemie zur Chemie
- 09/94: Großmacht im Südosten – Königreich Ungarn im Mittelalter
- 10/94: Pracht und Macht – Die Kultur des Barockzeitalters
- 11/94: Zwischen Schah und Ayatollah – Der Iran seit dem 16. Jahrhundert
- 12/94: Die Welt der Apostel – Lynchmord in Jerusalem

1995
- 01/95: „Ötzi“ und seine Welt – Mitteleuropa um 3000 v. Chr.
- 02/95: Die Tage des Raj – Britisch Indien 1780–1947
- 03/95: Aufstand der Bürger – Revolutionen 1830–1848/49
- 04/95: Flucht und Vertreibung – In Europa seit 1914.
- 05/95: Renaissance und Glaubenskriege – Königreich Frankreich 1498–1610
- 06/95: Zwischen den Mühlsteinen – Polen 1795–1990
- 07/95: Land der Freien – Die Geschichte Thailands
- 08/95: Die Herren von Ninive – Die Reiche der Assyrer
- 09/95: Gaukler, Bettler und Leprose – Die Unterschicht im Mittelalter
- 10/95: Information ist alles – Eine kleine Geschichte der Medien
- 11/95: Alexanders Erben – Die Königreiche der Diadochen und der Hellenismus
- 12/95: Von der Mark zur Macht – Brandenburg bis 1688

1996
- 01/96: Die Welt des Propheten – Mohammed und der frühe Islam
- 02/96: Imperium in der Krise – Rom unter den Soldatenkaisern
- 03/96: Aufbruch zur Weltmacht – Die USA 1865–1920
- 04/96: „Ostarrichi“ – Österreich 996–1246
- 05/96: Reformer und Reformatoren – Von den Humanisten zu Luther
- 06/96: Der Blick nach Westen – Russland 1689–1825
- 07/96: Salomos schwarze Enkel – Die Geschichte Äthiopiens
- 08/96: Seefahrt tut not – Schiffahrt und Seemächte
- 09/96: Trümmerzeit, Wunderjahre – (West-) Deutschland 1945–1955
- 10/96: Bauernleben – Das Dorf im Mittelalter
- 11/96: Von Ariadne bis Xanthippe – Frauen im alten Griechenland
- 12/96: Das Staunen der Welt – Kaiser Friedrich II.

1997
- 01/97: Zu fremden Zielen – Eine kleine Geschichte des Tourismus
- 02/97: Ausgerechnet Bananen… – Kulturleben der Weimarer Republik
- 03/97: Von Romulus bis Scipio – Rom: Die ersten 500 Jahre
- 04/97: Das goldene Jahrhundert – Spanien 1492–1598
- 05/97: Schurken und Volkshelden – Räuber und Gesetzlose
- 06/97: Erfolge und Krisen einer Dynastie – Die Welfen
- 07/97: Gewürze, Götter und Mijnheren – Die Geschichte Indonesiens
- 08/97: Insel der Eroberer – England 400–1066
- 09/97: Sklaven an der Macht – Das Mamlukenreich in Ägypten
- 10/97: Geschaffen, Besetzt, Geteilt… – Die Tschechoslowakei 1918 bis 1992.
- 11/97: Stadt der Göttin – Das klassische Zeitalter Athens im 5. Jh.
- 12/97: Freier, Krieger, Adeliger – Das Rittertum im Abendland

1998
- 01/98: Die Welt der Indianer – Die indigenen Völker Nordamerikas
- 02/98: Krieg und Frieden – Friedenskunde und Friedenserforschung
- 03/98: Markgrafen und Mäzene – Die Hohenzollern in Franken und Schwaben
- 04/98: Götter, Nymphen und Heroen – Die antike Mythologie und das Abendland
- 05/98: „Proletarier aller Länder …“ – Geschichte der Arbeiterbewegung
- 06/98: Im Zeichen der Lilie – Frankreich unter den Kapetingern 987–1328
- 07/98: Dach der Welt – Geschichte Tibets
- 08/98: Frauen in Afrika
- 09/98: Von Adrianopel zum Amselfeld – Der Balkan von 500–1400
- 10/98: Agonie des Imperiums – (West-)Rom 284–476 n. Chr.
- 11/98: Hitlers Krieg – Der Zweite Weltkrieg in Europa
- 12/98: Karls Erben – Die Reiche der Karolinger

1999
- 01/99: Eisenbarren und Euro – Eine kleine Geschichte des Geldes
- 02/99: Aufruhr in der Kasbah – Die Geschichte Algeriens
- 03/99: Weltbürger in Weimar – Goethe und seine Zeit
- 04/99: Krone, Kirche, Parlament – England unter den Tudors
- 05/99: Von der Küche ins Kabinett – Die moderne Frauenbewegung
- 06/99: Im Schatten des Vesuv – Das Königreich Neapel
- 07/99: Schachfiguren an der Ostsee – Das Baltikum in der Neuzeit
- 08/99: Bischöfe, Bauern, Bürgerstolz – Das Rheinland im Mittelalter
- 09/99: Ware Mensch – Geschichte der Sklaverei
- 10/99: Krieg gegen Gallien – Caesars Raubzug
- 11/99: Deutschlands Kolonien – Der „Platz an der Sonne“
- 12/99: Weltreich am Nil – Das neue Reich Ägypten

### 2000er
2000
- 01/00: Zeitenwende, Zeitenende?
- 02/00: Schwelle zur Geschichte – Metallzeit in Europa
- 03/00: Sturm über den Bosporus – Das Osmanische Reich bis 1680.
- 04/00: Sklaven, Kautschuk und Favelas – Die Geschichte Brasiliens
- 05/00: Die Eiserne Krone – Das Reich der Langobarden
- 06/00: Revolution und Flowerpower – Das Jahr 1968 und die Folgen
- 07/00: Land der Morgenstille – Die Geschichte Koreas
- 08/00: Großreich in den Bergen – Die Hethiterreiche
- 09/00: Paris leuchtet... – Napoleon III. und seine Zeit
- 10/00: Unterm Krummstab – Klosterkultur und Volksfrömmigkeit
- 11/00: Jugoslawien – Der gescheiterte Staat
- 12/00: Imperium und Imperator – Rom unter Augustus

## G/Geschichte: Menschen, Ereignisse, Epochen

### 2000er
2001
- 01/01: Hinter festen Mauern – Burgenbau und Burgenleben
- 02/01: Tod am Tajo – Spanien zwischen Volksfront und Falange
- 03/01: Lust und Laster – Rausch und Genussmittel in der Geschichte
- 04/01: Die Punischen Kriege – Rom kontra Karthago
- 05/01: Die Hex muss brennen – Hexenwahn und Hexenjagd
- 06/01: Mönche mit dem Schwert – Die Ritterorden
- 07/01: Die Macht im Norden – Schweden von Gustav Adolf bis Carl Gustav
- 08/01: Vietnam – 30 Jahre Dschungelkrieg
- 09/01: Pferde, Gold und Amazonen – Die Skythen
- 10/01: Löwe und Raute – Die Wittelsbacher in Bayern 1180–1550
- 11/01: Bürgerrecht und Guillotine – Die französische Revolution
- 12/01: Vom Fürstentum zum Zarenreich – Moskaus Aufstieg

2002
- 01/02: Brot, Bad und Spiele – Massenunterhaltung im alten Rom
- 02/02: Der unheilige Krieg – 3000 Jahre Glaubenskampf und Terrorismus
- 03/02: Bismarcks Reich – Der Weg zum zweiten Kaiserreich
- 04/02: Leonardos Welt – Ein Genie der Renaissance
- 05/02: Die Macht der Liebe – Berühmte Paare
- 06/02: Das große Morden – Der Dreißigjährige Krieg
- 07/02: Griff zu den Sternen – Weltraumfahrt und Weltraumforschung
- 08/02: Auf Evas Spuren – Die Suche nach den ersten Menschen
- 09/02: Sturm aus der Steppe – Das Weltreich der Mongolen
- 10/02: Siedler, Denker und Tyrannen – Die Griechen in Italien
- 11/02: In den Abgrund – Der Untergang der Weimarer Republik 1929–1933
- 12/02: Das Kaiserreich der Deutschen – Die Ottonen 919–1024

2003
- 01/03: Unter fremder Fahne – Die Fremdenlegion
- 02/03: Dukaten, Dogen, Casanova – Die Geschichte Venedigs
- 03/03: Der rote Zar – Die Sowjetunion unter Stalin
- 04/03: Druiden, Barden, Menschenopfer – Die Welt der Kelten
- 05/03: Kaiserdämmerung – Die k. und k. Monarchie
- 06/03: Sturm der Drachenboote – Die Welt der Wikinger
- 07/03: Ins Herz der Finsternis – Die Entdeckung Schwarzafrikas
- 08/03: Kampf um Troia – Die Kriege der Achäer und der Archäologen
- 09/03: Karl der Große – Kaiser des Abendlandes
- 10/03: Großmacht Weltmacht Supermacht – Die USA seit 1917.
- 11/03: Lillie gegen Leopard – Der Hundertjährige Krieg
- 12/03: Rätsel der Urwaldstädte – Die Welt der Maya

2004
- 01/04: Herrliche Zeiten – Kaiser Wilhelm II. und das Reich
- 02/04: Mahatma Gandhi – Kampf ohne Gewalt
- 03/04: Koggen, Krieg und Kaufmannsstolz – Die Hanse
- 04/04: Paris – Eine Stadt und ihre Geschichte
- 05/04: „Hier stehe ich…“ – Luther und die deutsche Reformation
- 06/04: Der Fall Tutenchamun – Ägypten in der Krise
- 07/04: Bomben gegen Hitler – Widerstand im Dritten Reich
- 08/04: Volk der Rätsel – Die Welt der Etrusker
- 09/04: Kaiser Rotbart – Friedrich Barbarossa und seine Zeit
- 10/04: Von Pearl Harbor nach Hiroschima – Der 2. Weltkrieg in Asien
- 11/04: Alexander der Große – das Weltreich der Makedonen
- 12/04: Großer Kurfürst und Soldatenkönig – Der Aufstieg Brandenburg-Preußens

2005
- 01/05: Shogun und Samurai – Das Alte Japan
- 02/05: Herrscher, Huren, Heilige – Rom im Mittelalter
- 03/05: Pompeji & Herculaneum – Antikes Leben unter Asche
- 04/05: Führerdämmerung – Der Untergang des Dritten Reichs
- 05/05: Der „Sonnenkönig“ – Ludwig XIV. von Frankreich und seine Zeit
- 06/05: Die Goten – Wanderer, Eroberer, Staatengründer
- 07/05: Die Reconquista – Halbmond und Kreuz über Spanien
- 08/05: Hirten, Herrscher, Heilige – Das Papsttum seit 1870.
- 09/05: Der letzte Ritter – Kaiser Maximilian I. und seine Zeit
- 10/05: Angriff der Germanen – Kampf um den römischen Limes
- 11/05: Preußens Kampf ums Überleben – Der Siebenjährige Weltkrieg
- 12/05: Der Alte – Die Ära Adenauer

2006
- 01/06: König Artus – Mythos und Legende
- 02/06: Der Wüstenkrieg – Kampf um Nordafrika 1941–1943
- 03/06: Kleopatra – Geliebte, Göttin, Herrscherin
- 04/06: Christoph Kolumbus und die Zeit der Entdecker
- 05/06: Heinrich VIII. – Der Machtmensch und die Frauen
- 06/06: Peter der Große – Russlands Blick nach Westen
- 07/06: Manitus Kinder – Die Welt der Indianer Nordamerikas
- 08/06: Großmacht Persien – Das Weltreich der Achämeniden
- 09/06: Aufbruch des Islam – Geburt einer Weltreligion
- 10/06: Julius Caesar – Kampf um das Imperium
- 11/06: Kaiser Wilhelms Kolonien – Deutschlands Traum vom Weltreich
- 12/06: Die Medici – Geld, Macht und schöne Künste

2007
- 01/07: Die Nibelungen – Ein deutscher Mythos und seine Geschichte
- 02/07: Sterben für die Union – Der Amerikanische Bürgerkrieg
- 03/07: Kampf ums Heilige Land – Die Kreuzzüge
- 04/07: Babylon – Mutter aller Städte
- 05/07: Geld regiert die Welt – Das Finanzimperium der Fugger und Welser
- 06/07: Angriff auf das Abendland – Die Türkenkriege
- 07/07: Unter schwarzer Flagge – Piraten und Freibeuter
- 08/07: Die Normannen – Räuber, Entdecker, Staatengründer
- 09/07: Roms Kaiser – Killer, Götter und Verrückte
- 10/07: Pharaonen, Mumien und Pyramiden – Totenkult in Alt-Ägypten
- 11/07: In der Hölle von Verdun – Die Westfront im Ersten Weltkrieg
- 12/07: Jesus von Bethlehem – Weihnachten in der Geschichte

2008
- 01/08: Hannibal – Roms Albtraum
- 02/08: Bettler, Dirnen, Henkersknechte – Am Rande der mittelalterlichen Stadtgesellschaft
- 03/08: Die Christen vor die Löwen! Die Verfolgung einer Religionsgemeinschaft
- 04/08: Kaiser Friedrich II. – Das Staunen der Welt
- 05/08: Mussolini – Hitlers Vorbild, Hitlers Marionette
- 06/08: Odysseus – Eine Irrfahrt zwischen Mythen und Monstern
- 07/08: Byzanz – Bollwerk am Bosporus
- 08/08: Der U-Boot Krieg – Tod aus der Tiefe
- 09/08: Robin Hood & Co. – Die Legende vom „edlen Räuber“
- 10/08: Das Reich der Franken – Deutschlands Wurzeln, Europas Ursprung
- 11/08: Tollhaus Deutschland – 1918–1923: Zwischen Revolution und Charleston
- 12/08: Faszination Morgenland – Europa und der Orient: Traum und Albtraum

2009
- 01/09: Der Flug des Adlers – Napoleons Aufstieg vom Korporal zum Konsul
- 02/09: Der Bauernkrieg – Aufstand des „kleinen Mannes“
- 03/09: Die Ostfront – Hitler gegen Stalin
- 04/09: Templer, Äbte, Ketzerjäger – Das Mönchtum im Mittelalter
- 05/09: Mythen, Schätze, Magier – Die großen Rätsel der Bronzezeit
- 06/09: Menschenopfer für den Regengott – Die Welt der Azteken
- 07/09: Die Macht der Mätressen – Heimliche Herrscherinnen, Opfer der Intrigen
- 08/09: Schottlands wilde Geschichte – Bravehearts und Thronräuber
- 09/09: Der ewige Mythos Hexen – Aberglaube, Angst und Scheiterhaufen
- 10/09: Sparta – Leben für den Krieg – Sterben für die Freiheit
- 11/09: Schlachtfeld Deutschland – Wallenstein und der Dreißigjährige Krieg
- 12/09: Faust – Dämon der Deutschen

### 2010er
2010
- 01/10: Mit Schwert und Minne: Ritter – Die Helden des Mittelalters
- 02/10: Von Attila bis Dschingis Khan: Krieger aus der Steppe – Die Welt der Reitervölker
- 03/10: Triumph und Tragödie: Napoleon – Der Verwandler Europas. Von Austerlitz nach Moskau
- 04/10: Der Luftkrieg: Adlertag und Coventry. »The Blitz« über England
- 05/10: Die glorreiche Jungfrau: Elisabeth I. – Englands goldenes Zeitalter
- 06/10: Zulus, Buren, Briten – Der Kampf um Südafrika
- 07/10: Der Drache erwacht: China – Große Mauer, Tonarmee, Seidenstraße: Geschichte einer Weltmacht
- 08/10: Die Ottonen – Das erste Reich der Deutschen
- 09/10: Kaiser Augustus – Roms Aufstieg zum Imperium
- 10/10: Verehrt, Verhasst, Verklärt: Bismarck und das Kaiserreich – Vereinte Nation. Unterdrückte Freiheit
- 11/10: Apokalypse im Mittelalter: Der Schwarze Tod – Pocken, Pest und Cholera. Die mörderischsten Seuchen der Menschheit
- 12/10: Kardinäle, Künstler, Kurtisanen: Heiliges Rom, Sündiges Rom – Die Päpste zwischen Reformation und Revolution

2011
- 01/11: Krieger und Druiden: Die Kelten – Europas rätselhafte Ahnen
- 02/11: Machtkampf im Mittelalter: Kaiser gegen Papst – Die Salier im Konflikt mit der Kurie: Wer beherrscht die Welt?
- 03/11: Geheimbünde – Die dunkle Macht: Freimaurer • Ku-Klux-Klan • Mafia
- 04/11: Ludwig II. – Traum • Tod • Tragödie – 125 Jahre ewig’ Rätsel um Bayerns Weltstar
- 05/11: DDR – Leben und Schicksale jenseits der Mauer
- 06/11: Richard Löwenherz – Kreuzfahrer, Kriegsheld, Legendenkönig
- 07/11: Mythos Wilder Westen – Cowboys, Siedler und Indianer
- 08/11: Apokalypse Vietnam – Warum kämpfen wir? Kriege im Namen der Demokratie
- 09/11: Weltmacht Rom – Pyrrhos, Hannibal und die Germanen. Der Siegeszug der Legionen
- 10/11: Im tödlichen Griff der Inquisition: Ketzer im Mittelalter – Ausgestoßen • Verfolgt • Hingerichtet
- 11/11: Adolf Hitler und die Deutschen – Ein Volk im Bann des Bösen 1918–1938
- 12/11: Die Bibel – Hat sie noch recht? Die Akte Jesus. Das Moses-Rätsel. Wie gerecht war Salomon

2012
- 01/12: Friedrich der Große – Philosoph • Staatsmann • Hasardeur
- 02/12: Völkerwanderung: Hunnen, Goten und Vandalen – Europas Geburt aus dem Chaos
- 03/12: Landsknechte – Söldner des Mittelalters
- 04/12: Die 50er und 60er – Sehnsuchtsjahre
- 05/12: Aufbruch nach Osten – Der Deutsche Ritterorden – Kolonisation mit Kreuz und Schwert
- 06/12: Gold, Blut und Konquistadoren – Spaniens Weltreich unter Karl V. und Philipp II.
- 07/12: Geheimnisvolles Ägypten – Leben und Sterben im Reich der Pharaonen
- 08/12: Gladiatoren, Baumwollpflücker, Frauenhandel: Sklaverei – Von der Antike bis zur Gegenwart
- 09:12: Die Germanen – Sturm aus dem Norden
- 10/12: Die Könige von Amerika: Die Präsidenten der USA – von Washington bis Obama
- 11/12: Aufstand gegen Gottes Ordnung – Revolutionen im Mittelalter
- 12/12: Die Zaren – Glanz und Intrigen an Russlands Kaiserhof

2013
- 01/13: Der Heilige Gral – Artus’ Tafelrunde und die ewige Suche
- 02/13: Gladiatoren – Kampf der Titanen • Blut für die Massen
- 03/13: Die Wikinger – Krieger, Künstler und Entdecker
- 04/13: Alexander der Große – Der Mann, der Gott sein wollte
- 05/13: 1813: Für Einheit und Freiheit – Die Deutschen gegen Napoleon
- 06/13: Persien – Vom Märchenreich zum Gottesstaat
- 07/13: Cook, Humboldt und Franklin: Aufbruch ins Unbekannte – Die großen Expeditionen
- 08/13: Victorias Empire – Englands glorreiches Jahrhundert
- 09/13: Karl der Große – Pate des Abendlandes
- 10/13: Die Inka – Göttliche Herrscher der Anden!
- 11/13: Der Erste Weltkrieg – Als die Welt in Flammen aufging
- 12/13: Die Geschichte des Jenseits: Was kommt nach dem Tod? – Himmel, Hölle und Nirvana

2014
- 01/14: Mythos Blitzkrieg – Wie Hitler vom Versagen der Alliierten profitierte
- 02/14: Steinzeit – Aufbruch des Menschen
- 03/14: Kampf um die Weltmeere – Geschichte des Seekriegs
- 04/14: Ketzer, Kaiser, Päpste: Das Konzil zu Konstanz – Die Wende im Mittelalter
- 05/14: Der große Traum von Amerika – Deutsche Auswanderer in den USA
- 06/14: Katastrophen, die das Denken veränderten
- 07/14: Die Französische Revolution – Freiheit, Gleichheit, Guillotine
- 08/14: Die Osmanen – Gefürchtete Krieger, glanzvolle Kalifen
- 09/14: Das Goldene Zeitalter der Niederlande – Gold und Macht mit Gottes Gnade
- 10/14: Die Römer in Germanien – Wie die Zivilisation nach Deutschland kam
- 11/14: Die Rosenkriege: Kampf um Englands Thron – Der gnadenlose Krieg York gegen Lancaster
- 12/14: Die Macht des Friedens – Eine Idee und ihre Geschichte

2015
- 01/15: Stadtleben im Mittelalter – Zünfte, Huren, Pfeffersäcke
- 02/15: Winston Churchill – Der letzte Held des Empire
- 03/15: Barbaren – Freiheit oder Tod
- 04/15: Mysterien des Mittelalters – Pilger, Kreuzfahrer, Reliquienjäger
- 05/15: Raubritter – Fehde gegen Gott und die Welt
- 06/15: Die Hugenotten – Glaube • Flucht • Mythos
- 07/15: 5000 Jahre Geschichte: Irland – Insel der tausend Legenden
- 08/15: Athen – Macht und Schönheit
- 09/15: Die Welt am Abgrund – Der Kalte Krieg – Kommt er zurück?
- 10/15: Sünder auf dem Heiligen Stuhl: Die Borgia – Aufstieg und Fall einer Familie
- 11/15: Amerikas Kampf um die Freiheit – Der Unabhängigkeitskrieg 1775–1783
- 12/15: Konstantin der Große – Der Machtmensch und das Christentum

2016
- 01/16: Die Welt des Medicus – Heilkunst im Mittelalter – Hebammen, Bader, Mönche
- 02/16: Im Größenwahn: Deutsche Kolonien – Der Alptraum vom Weltreich
- 03/16: Trojas Untergang – Apokalypse in der Bronzezeit
- 04/16: Die Windsors – Glück & Tragödie: Eine Dynastie mit deutschen Wurzeln
- 05/16: Stolz und kühn: Burgen – Symbole der Macht, Orte der Sehnsucht
- 06/16: Nero – Eine römische Tragödie
- 07/16: Im Zeichen des Kreuzes: Die Johanniter – Vom Kreuzritter zum Samariter
- 08/16: Die Fremdenlegion – Wenn Sterben Kult ist
- 09/16: 1066: Englands Schicksal – Wilhelm der Eroberer
- 10/16: Samurai – Die Welt der legendären Krieger
- 11/16: Deutschland unter Dampf – Die Industrielle Revolution
- 12/16: Roter Oktober 1917 – Die Russische Revolution – Wie Lenin und seine Genossen eine neue Welt schufen

2017
- 01/17: Im Zeichen des Kreuzes – Die frühen Christen – Von der Sekte zur Weltreligion
- 02/17: Everest – Eiger – Rocky Mountains: Mythos Berge – Wie Pioniere die Gipfel der Welt eroberten
- 03/17: Als die Welt das Staunen lernte: Die Staufer – Kaiser, Ketzer, Kreuzritter
- 04/17: Macht & Geheimnis: Die Jesuiten – Papst Franziskus • Ignatius von Loyola • Francisco de Xavier
- 05/17: Helden gegen Hitler: Widerstand im 2. Weltkrieg
- 06/17: Mythos Indien. Die Ära der Großmoguln: Im Reich der Juwelen
- 07/17: Die Goten – Das erste Imperium der Germanen
- 08/17: Mächtige Seher, starke Frauen: Die Etrusker – Italiens geheimnisvolles Volk
- 09/17: Die erste Revolution der Deutschen: Endlich frei? – 1848
- 10/17: Von den Wikingern zur Hanse: Die Nordsee – Rand der Zivilisation und Tor zur Welt
- 11/17: Deutschland am Abgrund: Der Dreißigjährige Krieg – Die epochale Katastrophe aus Sicht der Täter und Opfer
- 12/17: Zwischen Stechschritt und Toleranz: Die Hohenzollern – Triumphe und Skandale der Preußen-Dynastie

2018
- 01/18: Amerikas Geschäfte mit Hitler – Die geheimen Kontakte von Hollywood, IBM und den Kennedys zu den Nazis + Trump und die neue Rechte
- 02/18: Die Mythen des Nordens – Von Arhus bis Thor
- 03/18: Von Toulouse bis Konstantinopel: Kreuzzüge gegen Ketzer – Die Glaubenskriege in Europa
- 04/18: Die Mafia – 150 Jahre Erpressung, Mord & Drogen
- 05/18: Der Tod segelt mit: Piraten – Von Drake bis Blackbeard
- 06/18: Von Granada bis Wien: Halbmond über Europa – Wie der Islam das Abendland umwälzte
- 07/18: Schottland – Legenden der Highlands. Von Braveheart bis Rob Roy
- 08/18: Rommel. Mythos und Wirklichkeit: 1940–1943 – Der Krieg in der Wüste
- 09/18: Republik gegen Diktatur: Roms Bürgerkrieg – Von Cäsar und Kleopatra bis Augustus
- 10/18: Deutschland 1918–1919: Revolution – 12 Monate, die alles veränderten
- 11/18: Rebellen, Ritter, Krieger: Im wilden Osten – Kosaken
- 12/18: Wie die Deutschen Christen wurden: Jesus statt Wotan – Mission mit Bibel und Schwert

2019
- 01/19: Das erste Reich des Nordens – Die Bronzezeit – Von Stonehenge bis Nebra
- 02/19: 500 Jahre Kampf um die Freiheit: Das Epos der Indianer – Verschollene Kulturen, unterdrückte Völker
- 03/19: Magie und Verfolgung: Hexen – Der weltweite Wahn: Von der Arktis bis zur Südsee
- 04/19: Das Reich des Schreckens – Assyrer
- 05/19: Ritter, Tod und Liebe: Turniere – Die große Show des Mittelalters
- 06/19: Mysterien, Orgien, Brot & Spiele: Pompeji – Das Leben vor der Katastrophe
- 07/19: Forschung und Mythen: Im Bann des Mondes – Vom Alten Ägypten bis zur Raumfahrt
- 08/19: Überfall und Blitzkrieg: Auftakt zur Apokalypse – Der Polenfeldzug
- 09/19: Cortés gegen Montezuma: Die Azteken – Aufstieg und Fall des indianischen Imperiums
- 10/19: Kampf um Britannien: Sturm der Angelsachsen – Wie Deutsche England schufen
- 11/19: Amerikas Bürgerkrieg – Sterben für die Freiheit
- 12/19: Bollwerk gegen die Barbarei: Die Benediktiner – Wie Mönche das Abendland vor dem Untergang retteten

### 2020er
2020
- 01/20: Die Goldenen 20er – Deutschlands Tanz auf dem Vulkan
- 02/20: Europas prachtvollste Dynastie: Die Bourbonen – Zwischen Versailles und Guillotine
- 03/20: England verliert Europa: Duell der Könige – Der Hundertjährige Krieg
- 04/20: Karthago vs. Rom: Hannibal – Der Weltkrieg der Antike
- 05/20: Das Rätsel der Nibelungen – Die Deutschen und ihr Epos
- 06/20: Der Deutsche Triumph 1870/71 – Die Reichsgründung auf dem Schlachtfeld
- 07/20: 250 Jahre: US-Marines – Amerikas gefürchtete Speerspitze
- 08/20: Griechen gegen Perser: Europas erster Freiheitskrieg – Sparta und Athen besiegen ein Weltreich
- 09/20: 1884–1918: Der Kampf um Afrika – Vom freien Kontinent zur Kolonie Europas
- 10/20: Preußens Aufstieg: Der große Kurfürst – Friedrich Wilhelm
- 11/20: Nordamerika: Tomahawk gegen Bibel – Puritaner, Indianer und die Geburt einer neuen Welt
- 12/20: Schlacht ums Heilige Land – Der Kampf um Palästina: Von Moses bis Mohammed

2021
- 01/21: Die Eiszeit – Unsere Vorfahren in der Klima-Apokalypse
- 02/21: Fanatische Kämpfer, Tolerante Eroberer: Der erste Kreuzzug – Aufbruch in eine neue Welt
- 03/21: Zwischen Schlachtfeld und Harem: Die Osmanen – Das letzte Imperium des Islam
- 04/21: Barbaren, Druiden, Rebellen: Die Kelten – Von Vercingetorix bis Artus
- 05/21: Die Plantagenets: Englands blutigste Dynastie – Von Richard Löwenherz zum Schotten-Schlächter Eduard I.
- 06/21: Rebellen vs. Ritter: Der Bauernkrieg – Deutschlands großer Volksaufstand
- 07/21: Der Spanische Bürgerkrieg – Brigaden, Legion Condor und die Generalprobe zum Zweiten Weltkrieg
- 08/21: Von Achill bis Tutanchamun: Zeit der Helden – Heroen und Herrscher der Bronzezeit
- 09/21: Friedrich der Große vs. Maria Theresia: Der Siebenjährige Krieg – Die Welt in Flammen – von Preußen bis Nordamerika
- 10/21: Könige, Krieger, Heilige: Die Erben der Wikinger – Die blutige Chronik der nordischen Königreiche
- 11/21: Von der Varusschlacht zur Völkerwanderung: Germanen gegen Rom – wie Guerillakrieger die Supermacht besiegten
- 12/21: Aufstieg und Fall eines Imperiums: Byzanz – Roms goldene Tochter

2022
- 01/22: 1605–1688: Englands wilde Jahre
- 02/22: Häuserkampf und Kesselschlacht: Stalingrad – Die Hölle an der Wolga
- 03/22: Die Welfen – Wie aus deutschen Fürsten englische Könige wurden
- 04/22: Die Geburt des Kriegs – Wie die Gewalt in die Welt kam
- 05/22: 1187–1192: Kreuzzug der Könige – Barbarossa + Löwenherz + Saladin
- 06/22: Der Aufstieg Roms – Vom Dorf zur Supermacht
- 07/22: Zwischen Galeere und Harem: Weiße Sklaven – Der Menschenhandel mit Europäern
- 08/22: Philosophie, Geschichte, Archäologie: Atlantis – Das größte Rätsel der Menschheit
- 09/22: Der Wilde Westen – Cowboys, Banditen und Indianer
- 10/22: Liebe, Laster, Totentanz: Leben im Mittelalter – Von Bauern, Bürgern und Huren
- 11/22: Die Reconquista: Kampf um Spanien – Christen gegen Mauren
- 12/22: Sündenbabel: Babylon – Die Mutter aller Metropolen

2023
- 01/23: Von der Steppe zum Rhein: Die Hunnen – Attilas Krieger überrollen Europa
- 02/23: Sparta gegen Athen: Kampf um Griechenland: Der Peloponnesische Krieg
- 03/23: Landsknechte, Legionäre, Gruppe Wagner: Söldner – Die Verdammten des Krieges
- 04/23: Mönche, Krieger, Bankiers: Die Templer – Vom Schlachtfeld auf den Scheiterhaufen
- 05/23: Große Mythen, blutige Rituale: Die Maya – Aufstieg und Kollaps einer Hochkultur
- 06/23: Krieger, Kaiser, Väter Europas: Die Franken – Von den Germanen zu Karl dem Großen
- 07/23: Wikinger, Hanse, Weltkriege: Die Ostsee – Schicksalsmeer der Deutschen
- 08/23: Von Vasco da Gama zur Herrschaft auf vier Kontinenten: Portugal – Das erste Weltreich
- 09/23: Von Wikingern zu Herren in Frankreich, England, Syrien: Die Normannen – Rastlose Eroberer, tolerante Herrscher
- 10/23: Irland gegen England – Der ewige Kampf um die Freiheit
- 11/23: Bankiers, Fürsten, Päpste: Die Medici – Paten der Renaissance
- 12/23: Kreuzritter, Zionisten, Terroristen: Das ewige Jerusalem – Zwischen Krieg und Erlösung

2024
- 01/24: Roms Goldenes Zeitalter – Die großen Kaiser von Trajan zu Mark Aurel
- 02/24: Russlands Imperium – Der ewige Hunger nach Land
- 03/24: Die Tudors – Von Heinrich VIII. zu Elisabeth I.
- 04/24: Deutsche Kolonien – Von Namibia bis Neuguinea
- 05/24: Aufbruch in die Neuzeit – Die Renaissance in Deutschland
- 06/24: D-Day – Die Invasion in der Normandie
- 07/24: Freiheit für Griechenland – Der hundertjährige Kampf gegen die Osmanen
- 08/24: Kelten gegen Römer – Kampf um Britannien
- 09/24: Der Sonnenkönig Ludwig XIV. – Seine Kriege, seine Frauen, sein Versailles
- 10/24: Der stürmische Herbst des Mittelalters – Deutschland von 1250 bis 1519
- 11/24: SA & SS – Rivalen in Braun und Schwarz
- 12/24: Gladiator – Brot und Spiele im alten Rom

2025
- 01/25: Mongolen – Sturm aus der Steppe
- 02/25: Friedrich der Große – Schöngeist, Kriegstreiber, Volksheld
- 03/25: Palästina – Von der Antike bis heute
- 04/25: Julius Cäsar – Vom Lebemann zum Herrn über Gallien und Rom
- 05/25: Hitlers letzte Schlacht – Der Untergang des Dritten Reiches
- 06/25: Die Landsknechte – Für eine Handvoll Gulden
- 07/25: Der Islam – Von Mohammed zu den Kalifen von Bagdad
- 08/25: Die Phönizier - Händler, Seefahrer, Krieger

## Sonderhefte

### G/Spezial
- Sonderheft Nr. 1: Napoleon Bonaparte
- Sonderheft Nr. 2: DDR – Kind des Kalten Krieges
- Sonderheft Nr. 3: Olympia – damals und heute
- Sonderheft Nr. 4: Affären, Lügen, Sündenfälle – Aus der Skandalchronik der Geschichte
- Sonderheft Nr. 5: Sterben als Beruf – Die Fremdenlegion und andere Eliteeinheiten
- Sonderheft Nr. 6: Das große Sterben – Der Erste Weltkrieg
- Sonderheft Nr. 7: Attentat – 50 Morde, die die Welt bewegten

2013
- Sonderausgabe: Benedikt XVI. – Der Mensch. Der Papst. Die Botschaft

2014
- Spezial 1/2014: 25 Jahre Mauerfall – Der Sieg der Freiheit

2015
- Spezial 1/2015: Casanova – Mehr als ein Liebhaber
- Spezial 2/2015: Habsburger – Die mächtigste Dynastie Europas

2016
- Spezial 1/2016: Der Rhein – Ein Fluss, eine Legende
- Spezial 2/2016: Luther – Wie die Reformation Deutschland veränderte

2017
- Spezial 1/2017: Der Balkan – Brücke zwischen Orient und Okzident
- Spezial 2/2017: Juden in Europa – 2000 Jahre zwischen Tradition und Aufbruch

### Reihe „G/Geschichte Religion“ und „G/Geschichte Wissen“
- Nr. 1: Brennpunkt Islam

fortgesetzt als „G-Geschichte Wissen“
- Nr. 2: Die Bibel – Geheimnis und Botschaft
- Nr. 3: Abenteuer Jakobsweg
- Nr. 4: Geheimnis Kloster – Die Sehnsucht nach der großen Stille

### Reihe „Geschichte Porträt“
- 03/17: Robin Hood – Die Wahrheit hinter der Legende
- 01/18: Karl Marx – Der Mensch hinter der Ikone
- 02/18: Berlin – Weltstadt und Sündenbabel
- 03/18: Darwin – Aufbruch in ein neues Denken
- 04/18: Vatikan – Päpste, Pracht, Intrigen
- 01/19: Katharina die Große – Ihre Männer, ihre Kriege
- 02/19: Prag – Die goldene Stadt
- 03/19: Alexander von Humboldt – Deutscher Forscher und Weltstar
- 04/19: Abenteuer Seidenstraße – Die legendärste Route der Weltgeschichte
- 01/20: Stalin – Der rote Massenmörder
- 02/20: Venedig – Aufstieg und Fall einer Seemacht
- 03/20: Elisabeth I. – Wie die „Virgin Queen“ das moderne England schuf
- 04/20: Bayern – Fürsten, Rebellen und ein Märchenkönig
- 01/21: Karl der Große – Krieger, Kaiser, Mythos
- 02/21: Der Nil – Fluss der Mysterien und Strom der Geschichte
- 03/21: Das Ruhrgebiet – Deutschlands eisernes Herz
- 04/21: August der Starke – Sachsens Sonnenkönig
- 01/22: Peter der Große – Zar, Zimmermann, Folterknecht
- 02/22: Die Donau – 10 Länder, 1000 Geschichten
- 03/22: Der Herr der Mythen – J.R.R. Tolkien und seine Welt
- 04/22: Lawrence von Arabien – Legende der Wüste
- 01/23: Queen Victoria – Königin mit deutschen Wurzeln
- 02/23: Das goldene Reich Burgund – 1000 Jahre Geschichte zwischen Frankreich und Deutschland
- 03/23: Lord Nalson – Englands Held, Napoleons Alptraum
- 04/23: Wien – Glanz und Tragödien der Kaiserstadt
- 01/24: Kleopatra – Königin, Geliebte, Göttin
- 02/24: Wales – Kleines Land mit großer Geschichte
- 03/24: Karl May – Werk und Wirkung
- 04/24: Afrika – Die Geheimnisse der Schwarzen Königreiche
- 01/25: Titanic – Triumph und Tragödie
- 02/25: William Shakespeare – Das Drama seines Lebens